# عبدالله کالوگا
عبدالله کالوگا (انگلیسی: Abdoulaye Kaloga؛ زادهٔ ۱۹ دسامبر ۱۹۵۹) بازیکن فوتبال اهل مالی بود.